# Ricardo La Volpe
Ricardo Antonio La Volpe Guarchoni, apelidado de El Bigotón (Buenos Aires, 6 de fevereiro de 1952) é um ex-futebolista argentino que atuou como goleiro.
Hoje é um polêmico treinador, que até 2006, treinava a Seleção Mexicana de Futebol, onde se consolidou como um dos melhores treinadores do continente. Em 2011 treinou o Banfield, mas devido aos maus resultados foi demitido.
É a ele creditado uma inovação tática que ficou conhecida como "Saída Lavolpiana", que foi um dos preceitos utilizados por Pep Guardiola para se chegar ao Tiki-taka.

## Carreira

### Como jogador
La Volpe foi goleiro, estreando no Banfield em 1970. Em 1975 transferiu-se para o San Lorenzo aonde permaneceu até 1979. Nesse ano foi jogar no México, onde defendeu as cores do Atlante até 1982. Finalmente terminou sua carreira no Oaxtepec, jogando até o ano de 1983.
Em 1978 fez parte da Seleção Argentina que conquistou a Copa do Mundo, ocupando o lugar de terceiro goleiro, entretanto não jogou uma partida sequer.

### Participações em Copas do Mundo
| Mundial               | Sede      | Resultado |
| --------------------- | --------- | --------- |
| Copa do Mundo de 1978 | Argentina | Campeão   |

### Como treinador
Como técnico, La Volpe dirigiu equipes como o Atlante, o América, o Atlas e o Toluca, ganhando em 1993 contra o Monterrey um campeonato dirigindo o Atlante por global de 4-0.
É um estrategista que estuda muito os rivais e o estilo de jogo de suas equipes se baseia no esquema 3-2-2-3 ou 3-2-3-2, claramente ofensivo. Uma de suas frases é: "Si salís a ganar, ganás o empatás. Si salís a empatar, empatás o perdés".
Foi técnico da Seleção Mexicana durante 4 anos, ganhando a Copa de Oro CONCACAF em 2003. 
Dirigiu a seleção na Copa do Mundo 2006, perdendo contra seu país natal, a Argentina, na partida de oitavas-de-final, por 2 a 1 na prorrogação.
É um dos poucos diretores técnicos que se atreveu a romper esquemas tradicionais e luta por suas convicções, dando a suas equipes uma grande verticalidade e velocidade no jogo. "Mis equipos no deben girar en torno a un sólo jugador, esto es fútbol, no tenis", diz La Volpe.
No México, teve uma grande rivalidade com Hugo Sánchez, já que este sempre começava a criticar a La Volpe cada vez que perdia com a seleção para pressioná-lo para que renunciasse ao cargo, coisa que nunca aconteceu.
Em Julho de 2006, recusou uma proposta do Boca Juniors da Argentina, que buscava contratá-lo como treinador, alegando que depois de 27 anos vivendo no México, no conhecia suficientemente o futebol argentino. Apesar disto, as negociações entre o Boca e La Volpe continuaram, e finalmente, La Volpe assumiu a equipe, substituindo Alfio Basile, que fora contratado para dirigir a Seleção Argentina.
Em 14 de setembro de 2006 assume como novo treinador do Boca Juniors. Sua primeira partida é contra Godoy Cruz de Mendoza (então último colocado na tabela), na Bombonera, com resultado de empate 0 x 0.
Em 13 de dezembro de 2006 deixou de ser o técnico do Boca Juniors após ter perdido o campeonato para o Estudiantes de La Plata,  mesmo tendo uma vantagem de 4 pontos faltando duas rodadas para o fim do torneio. Boca Juniors perdeu as últimas 2 partidas do campeonato e permitiu que o clube platense o alcançasse na tabela, havendo que se jogasse um jogo extra entre as equipes para que se decidisse o campeão. 
No encontro decisivo (disputado no Estádio José Amalfitani, do Club Atlético Vélez Sársfield), Estudiantes venceu por 2 x 1, o que motivou sua renúncia ao cargo, apesar da insistência dos diretores para que continuasse. La Volpe foi fiel à sua palavra e deixou o cargo de técnico do Boca Juniors.
Em 21 de dezembro de 2006, acertou com o Club Atlético Vélez Sársfield, clube no qual ficou um ano. No dia 13 de novembro pediu demissão de seu cargo de treinador do Velez, logo após derrota por 4 x 0 contra o Boca Juniors no Estádio La Bombonera, em seguida voltou ao México pra dirigir o Monterrey e o Atlas.

#### Inovação Tática
Lavolpe criou um estilo próprio de organizar suas equipes que ficou conhecido como Lavolpismo, que tem suas origens na metodologia tática de César Luis Menotti.
O lavolpismo baseia seu estilo ofensivo na posse da bola e na conquista do terreno adversário com a bola sendo tocada pelo chão, nunca pelo chutão. Essa faceta é alcançada com grande concentração e disciplina tática de seus jogadores.2
Outra de suas características mais atraentes é o chamado "achique", que nada mais é do que sempre tentar estar em superioridade numérica no local aonde a bola se encontra.
A principal formação que usa o estilo lavolpista é: 5-3-2: três homens na linha de base, com os dois laterais como apoio a saída. No meio-campo, ele utiliza três jogadores versáteis e, no ataque, dois atacantes livres.
O "lavolpismo" inspirou muitos treinadores, como Miguel Herrera, José Guadalupe Cruz, Daniel Guzmán e Jorge Almirón.

##### Saída Lavolpiana
É creditado a Ricardo La Volpe uma inovação tática que ficou conhecida como "Saída Lavolpiana". Trata-se da forma como o ataque da equipe é iniciado desde o tiro de meta do goleiro. Antigamente, o normal era o goleiro dar um chutão e o atacante brigar com os zagueiros para que a equipe continuasse com a bola. As equipes de Ricardo La Volpe, porém, sempre tentavam sair pelo chão, e nunca dando chutões. Para isso, La Volpe inovou ao trazer um dos volantes (de preferência um que tenha bom passe) para o meio dos zagueiros, fazendo com que a saída de bola ficasse com 3 jogadores (e não mais com 2). Essa simples mudança de posição do volante na saída de bola deu mais segurança para os zagueiros saírem jogando.
Foi aprimorando a Saída Lavolpiana que Pep Guardiola criou o Tiki-taka.

## Títulos

### Como jogador
| Título                   | Clube             | País      | Ano  |
| ------------------------ | ----------------- | --------- | ---- |
| Copa do Mundo de Futebol | Seleção Argentina | Argentina | 1978 |

### Como treinador
| Título        | Clube            | País   | Ano  |
| ------------- | ---------------- | ------ | ---- |
| Liga Mexicana | Atlante          | México | 1993 |
| Copa de Oro   | Seleção Mexicana | México | 2003 |